# Llista de monuments d'Arenys de Munt
Llista de monuments d'Arenys de Munt inclosos en l'Inventari del Patrimoni Arquitectònic de Catalunya per al municipi d'Arenys de Munt (Maresme). Inclou els inscrits en el Registre de Béns Culturals d'Interès Nacional (BCIN) amb la classificació de monuments històrics, els béns culturals d'interès local (BCIL) de caràcter immoble i la resta de béns arquitectònics integrants del patrimoni cultural català.
| Monument                                                          | Protecció    | Estil/època                       | Localització                                                                              | Coordenades                                          | Codi?         | Imatge |
| ----------------------------------------------------------------- | ------------ | --------------------------------- | ----------------------------------------------------------------------------------------- | ---------------------------------------------------- | ------------- | --- |
| Can Maiol de la Torre, o Can Pasqual                              | BCIN 477-MH  | Obra popular XV-XVI               | Arenys de Munt C. Pasqual                                                                 | 41° 36′ 23″ N, 2° 32′ 35″ E / 41.606361°N,2.543111°E | RI-51-0005176 | Can Maiol de la Torre (Arenys de Munt) · Vegeu més fotos d'aquest monument · Carregueu una nova foto d'aquest monument                  |
| Ca l'Amar de la Torre                                             | BCIN 478-MH  | Obra popular, gòtic XV-XVI        | Arenys de Munt Rial dels Calamars                                                         | 41° 36′ 03″ N, 2° 32′ 45″ E / 41.600806°N,2.545917°E | RI-51-0005177 | Ca l'Amar de la Torre (Arenys de Munt) · Vegeu més fotos d'aquest monument · Carregueu una nova foto d'aquest monument                  |
| Can Bellsolell de la Torre                                        | BCIN 4118-MH | Obra popular, gòtic tardà XV, XIX | Arenys de Munt Rial Bellsolell                                                            | 41° 36′ 41″ N, 2° 32′ 32″ E / 41.611306°N,2.542306°E | IPA-8266      | Can Bellsolell de la Torre (Arenys de Munt) · Vegeu més fotos d'aquest monument · Carregueu una nova foto d'aquest monument             |
| Can Cornell                                                       | BCIL 2007    | Obra popular XVII                 | Arenys de Munt A la dreta de la riera de Sobirans                                         | 41° 36′ 59″ N, 2° 31′ 53″ E / 41.616337°N,2.531515°E | IPA-8249      | Can Cornell (Arenys de Munt) · Vegeu més fotos d'aquest monument · Carregueu una nova foto d'aquest monument                            |
| Can Colomer de Sobirans                                           | BCIL 2007    | Obra popular XVI                  | Arenys de Munt Camí de Sobirans                                                           | 41° 37′ 02″ N, 2° 31′ 29″ E / 41.617273°N,2.524691°E | IPA-8250      | Can Colomer de Sobirans (Arenys de Munt) · Vegeu més fotos d'aquest monument · Carregueu una nova foto d'aquest monument                |
| Hostal del Sol                                                    |              | Obra popular XVIII                | Arenys de Munt Sobre Can Jalpí                                                            | 41° 36′ 08″ N, 2° 31′ 59″ E / 41.602202°N,2.532974°E | IPA-8251      | Hostal del Sol (Arenys de Munt) · Vegeu més fotos d'aquest monument · Carregueu una nova foto d'aquest monument                         |
| Can Sala de Baix, o Can Pruna                                     | BCIL 2007    | Obra popular, gòtic tardà XVI     | Arenys de Munt C. Can Barbeta                                                             | 41° 36′ 21″ N, 2° 32′ 17″ E / 41.605726°N,2.538169°E | IPA-8252      | Can Sala de Baix (Arenys de Munt) · Vegeu més fotos d'aquest monument · Carregueu una nova foto d'aquest monument                       |
| Can Vallalta                                                      | BCIL 2007    | Obra popular, gòtic XV            | Arenys de Munt Torrent de la Vallalta, ctra. de Sant Iscle                                | 41° 37′ 18″ N, 2° 32′ 55″ E / 41.621774°N,2.548641°E | IPA-8253      | Can Vallalta (Arenys de Munt) · Vegeu més fotos d'aquest monument · Carregueu una nova foto d'aquest monument                           |
| Can Zariquiey, Can Zariquei o Can Xariquei,                       | BCIL 2007    | Eclecticisme XIX                  | Arenys de Munt Ctra. Arenys de Mar a Sant Celoni, km 3                                    | 41° 35′ 57″ N, 2° 32′ 38″ E / 41.599282°N,2.543926°E | IPA-8254      | Can Zariquei (Arenys de Munt) · Vegeu més fotos d'aquest monument · Carregueu una nova foto d'aquest monument                           |
| Can Forn                                                          | BCIL 2007    | Obra popular, gòtic tardà XV      | Arenys de Munt Barri Torrentbò, veïnat de Can Forn                                        | 41° 35′ 41″ N, 2° 31′ 15″ E / 41.594829°N,2.520824°E | IPA-8255      | Carregueu una nova foto d'aquest monument                                                                                               |
| Can Vinyals                                                       |              | Noucentisme XX                    | Arenys de Munt Camí de Sobirans, 2                                                        | 41° 36′ 51″ N, 2° 32′ 13″ E / 41.614224°N,2.536884°E | IPA-8256      | Can Vinyals (Arenys de Munt) · Vegeu més fotos d'aquest monument · Carregueu una nova foto d'aquest monument                            |
| Font pública                                                      | BCIL 2007    | Noucentisme XX (1926)             | Arenys de Munt Rbla. Eixample - av. Panagall                                              | 41° 36′ 44″ N, 2° 32′ 19″ E / 41.6122°N,2.53868°E    | IPA-8257      | Font pública (Arenys de Munt) · Vegeu més fotos d'aquest monument · Carregueu una nova foto d'aquest monument                           |
| Can Ton, o Cinema El Siglo                                        |              | Obra popular XIX                  | Arenys de Munt Ctra. Sant Celoni (enderrocat)                                             |                                                      | IPA-8258      | Carregueu una nova foto d'aquest monument                                                                                               |
| Can Barbeta                                                       |              | Obra popular XVII                 | Arenys de Munt C. Barbeta, 17                                                             | 41° 36′ 28″ N, 2° 32′ 19″ E / 41.607655°N,2.538551°E | IPA-8259      | Can Barbeta (Arenys de Munt) · Vegeu més fotos d'aquest monument · Carregueu una nova foto d'aquest monument                            |
| Can Murillas                                                      | BCIL 2007    | Neoclassicisme XIX                | Arenys de Munt Rbla. Riera i Penya, 23                                                    | 41° 36′ 22″ N, 2° 32′ 24″ E / 41.60604°N,2.539894°E  | IPA-8260      | Can Murillas (Arenys de Munt) · Vegeu més fotos d'aquest monument · Carregueu una nova foto d'aquest monument                           |
| Església parroquial de Sant Martí                                 | BCIL 2007    | Gòtic XVI                         | Arenys de Munt Pl. de l'Església                                                          | 41° 36′ 33″ N, 2° 32′ 23″ E / 41.60903°N,2.539801°E  | IPA-8261      | Església parroquial de Sant Martí (Arenys de Munt) · Vegeu més fotos d'aquest monument · Carregueu una nova foto d'aquest monument      |
| Santuari de la Mare de Déu de Lurda                               |              | Obra popular XX                   | Arenys de Munt Riera de Sobirans                                                          | 41° 36′ 59″ N, 2° 30′ 59″ E / 41.616283°N,2.516308°E | IPA-8264      | Santuari de la Mare de Déu de Lurda (Arenys de Munt) · Vegeu més fotos d'aquest monument · Carregueu una nova foto d'aquest monument    |
| Ermita de Santa Cecília, o Santa Cecília de Torrentbò             |              | Obra popular XIX                  | Arenys de Munt Torrentbò                                                                  | 41° 35′ 48″ N, 2° 30′ 52″ E / 41.596630°N,2.514391°E | IPA-8265      | Ermita de Santa Cecília (Arenys de Munt) · Vegeu més fotos d'aquest monument · Carregueu una nova foto d'aquest monument                |
| Can Miró, o Can Guix                                              | BCIL 2007    | Obra popular, gòtic tardà XV      | Arenys de Munt Torrentbò, veïnat de Can Guix                                              | 41° 35′ 48″ N, 2° 31′ 16″ E / 41.596767°N,2.521122°E | IPA-8270      | Can Miró (Arenys de Munt) · Vegeu més fotos d'aquest monument · Carregueu una nova foto d'aquest monument                               |
| Capella del Roser                                                 |              | Obra popular XX                   | Arenys de Munt Torrentbò, veïnat de Can Guix                                              | 41° 35′ 50″ N, 2° 31′ 15″ E / 41.597351°N,2.520913°E | IPA-8271      | Capella del Roser (Arenys de Munt) · Vegeu més fotos d'aquest monument · Carregueu una nova foto d'aquest monument                      |
| Can Catà de Dalt, o Can Català de Dalt                            | BCIL 2007    | Obra popular, gòtic tardà XV      | Arenys de Munt Sobre can Jalpí                                                            | 41° 35′ 47″ N, 2° 31′ 52″ E / 41.59634°N,2.53124°E   | IPA-8272      | Can Catà de Dalt (Arenys de Munt) · Vegeu més fotos d'aquest monument · Carregueu una nova foto d'aquest monument                       |
| Can Sala de Dalt                                                  | BCIL 2007    | Obra popular XVII                 | Arenys de Munt Camí de Can Sala, sobre l'Ajup                                             | 41° 36′ 09″ N, 2° 32′ 53″ E / 41.602623°N,2.548187°E | IPA-8273      | Can Sala de Dalt (Arenys de Munt) · Vegeu més fotos d'aquest monument · Carregueu una nova foto d'aquest monument                       |
| El Remei, Can Gibert                                              | BCIL 2007    | Obra popular, gòtic tardà XVI     | Arenys de Munt Camí del Remei                                                             | 41° 35′ 15″ N, 2° 31′ 33″ E / 41.587508°N,2.525737°E | IPA-8274      | El Remei (Arenys de Munt) · Vegeu més fotos d'aquest monument · Carregueu una nova foto d'aquest monument                               |
| Capella del Remei, Ermita del Remei                               | BCIL 2007    | Obra popular XVI                  | Arenys de Munt Camí del Remei, Can Gibert                                                 | 41° 35′ 14″ N, 2° 31′ 32″ E / 41.58731°N,2.525667°E  | IPA-8275      | Capella del Remei (Arenys de Munt) · Vegeu més fotos d'aquest monument · Carregueu una nova foto d'aquest monument                      |
| Can Corbera                                                       | BCIL 2007    | Obra popular, gòtic tardà XVI     | Arenys de Munt Rbla. Riera i Penya, 80                                                    | 41° 36′ 29″ N, 2° 32′ 28″ E / 41.608053°N,2.541164°E | IPA-8276      | Can Corbera (Arenys de Munt) · Vegeu més fotos d'aquest monument · Carregueu una nova foto d'aquest monument                            |
| Mercat                                                            |              | Racionalisme XX                   | Arenys de Munt Rbla. de Sant Martí, 17 - c. Vell, 34                                      | 41° 36′ 31″ N, 2° 32′ 25″ E / 41.608609°N,2.540392°E | IPA-8277      | Mercat (Arenys de Munt) · Vegeu més fotos d'aquest monument · Carregueu una nova foto d'aquest monument                                 |
| Llinda al carrer Vell, 20                                         | BCIL 2007    | Obra popular XVII                 | Arenys de Munt C. Vell, 20                                                                | 41° 36′ 29″ N, 2° 32′ 25″ E / 41.608176°N,2.540347°E | IPA-8278      | Llinda al carrer Vell, 20 (Arenys de Munt) · Vegeu més fotos d'aquest monument · Carregueu una nova foto d'aquest monument              |
| Can Parés                                                         | BCIL 2007    | Historicisme XX                   | Arenys de Munt C. Vell, 24                                                                | 41° 36′ 30″ N, 2° 32′ 25″ E / 41.608347°N,2.540358°E | IPA-8279      | Can Parés (Arenys de Munt) · Vegeu més fotos d'aquest monument · Carregueu una nova foto d'aquest monument                              |
| Can Rius                                                          | BCIL 2007    | Noucentisme XX                    | Arenys de Munt Rbla. Riera i Penya, 72                                                    | 41° 36′ 28″ N, 2° 32′ 28″ E / 41.607783°N,2.541094°E | IPA-8280      | Can Rius (Arenys de Munt) · Vegeu més fotos d'aquest monument · Carregueu una nova foto d'aquest monument                               |
| Can Colomer de la Vila                                            |              | Gòtic, obra popular XV            | Arenys de Munt Rial de la Rectora (enderrocat)                                            |                                                      | IPA-8281      | Carregueu una nova foto d'aquest monument                                                                                               |
| Ca l'Arquer, o Ca n'Arquer de Goscons                             | BCIL 2007    | Gòtic, obra popular XVI           | Arenys de Munt Inici del camí de Vallalta                                                 | 41° 37′ 23″ N, 2° 32′ 28″ E / 41.623159°N,2.541249°E | IPA-8282      | Ca l'Arquer (Arenys de Munt) · Vegeu més fotos d'aquest monument · Carregueu una nova foto d'aquest monument                            |
| Hipogeu de Ca n'Arquer de Goscons                                 | BCIL 2007    | XI                                | Arenys de Munt                                                                            | 41° 37′ 23″ N, 2° 32′ 29″ E / 41.62313°N,2.54137°E   | IPA-8283      | Carregueu una nova foto d'aquest monument                                                                                               |
| Can Terrades, o Can Boulatrons                                    | BCIL 2007    | Modernisme XX                     | Arenys de Munt Rbla. Francesc Macià, 89-91                                                | 41° 36′ 43″ N, 2° 32′ 18″ E / 41.612077°N,2.538339°E | IPA-8284      | Can Terrades (Arenys de Munt) · Vegeu més fotos d'aquest monument · Carregueu una nova foto d'aquest monument                           |
| Can Borrell                                                       | BCIL 2007    | Obra popular XV                   | Arenys de Munt Entre av. del Remei, c. Josep M. Soler i c. de les Flors                   | 41° 36′ 35″ N, 2° 32′ 18″ E / 41.609754°N,2.538392°E | IPA-8285      | Can Borrell (Arenys de Munt) · Vegeu més fotos d'aquest monument · Carregueu una nova foto d'aquest monument                            |
| Can Minguet                                                       | BCIL 2007    | Eclecticisme XX                   | Arenys de Munt Rbla. de Sant Martí, 70                                                    | 41° 36′ 36″ N, 2° 32′ 26″ E / 41.609960°N,2.540527°E | IPA-8286      | Can Minguet (Arenys de Munt) · Vegeu més fotos d'aquest monument · Carregueu una nova foto d'aquest monument                            |
| Escoles, Escola Sant Martí                                        | BCIL 2007    | Noucentisme XX                    | Arenys de Munt C. Generalitat, 2                                                          | 41° 36′ 33″ N, 2° 32′ 20″ E / 41.60926°N,2.538851°E  | IPA-8287      | Escola Sant Martí (Arenys de Munt) · Vegeu més fotos d'aquest monument · Carregueu una nova foto d'aquest monument                      |
| Can Vernis                                                        |              | Modernisme XX                     | Arenys de Munt Rbla. Riera i Penya, 78                                                    | 41° 36′ 28″ N, 2° 32′ 28″ E / 41.607882°N,2.541081°E | IPA-8288      | Can Vernis (Arenys de Munt) · Vegeu més fotos d'aquest monument · Carregueu una nova foto d'aquest monument                             |
| Cal Moro                                                          |              | Obra popular XVIII                | Arenys de Munt Zona industrial                                                            | 41° 36′ 16″ N, 2° 32′ 11″ E / 41.604477°N,2.536461°E | IPA-8289      | Cal Moro (Arenys de Munt) · Vegeu més fotos d'aquest monument · Carregueu una nova foto d'aquest monument                               |
| Ca l'Escorial                                                     |              | Obra popular XVI                  | Arenys de Munt C. Joan XXIII, 40 (enderrocat)                                             | 41° 36′ 16″ N, 2° 32′ 26″ E / 41.60451°N,2.5406°E    | IPA-8290      | Carregueu una nova foto d'aquest monument                                                                                               |
| Can Rossell                                                       | BCIL 2007    | Gòtic tardà, obra popular XV      | Arenys de Munt Camí de Can Rossell                                                        | 41° 36′ 51″ N, 2° 32′ 18″ E / 41.614041°N,2.538445°E | IPA-8291      | Can Rossell (Arenys de Munt) · Vegeu més fotos d'aquest monument · Carregueu una nova foto d'aquest monument                            |
| Can Pau Bernadó                                                   | BCIL 2007    | Modernisme XX                     | Arenys de Munt Camí Orient, 2                                                             | 41° 36′ 31″ N, 2° 32′ 47″ E / 41.608560°N,2.546393°E | IPA-8292      | Can Pau Bernadó (Arenys de Munt) · Vegeu més fotos d'aquest monument · Carregueu una nova foto d'aquest monument                        |
| Can Jalpí, o Castelljalpí                                         | BCIL 2007    | Eclecticisme XX                   | Arenys de Munt Davant de l'Ajup                                                           | 41° 35′ 57″ N, 2° 32′ 24″ E / 41.59914°N,2.539871°E  | IPA-8293      | Can Jalpí (Arenys de Munt) · Vegeu més fotos d'aquest monument · Carregueu una nova foto d'aquest monument                              |
| Entrada a Can Jalpí                                               | BCIL 2007    | XX Inici                          | Arenys de Munt                                                                            | 41° 35′ 35″ N, 2° 32′ 32″ E / 41.592961°N,2.542243°E | IPA-8294      | Entrada a Can Jalpí (Arenys de Munt) · Vegeu més fotos d'aquest monument · Carregueu una nova foto d'aquest monument                    |
| Can Costella                                                      | BCIL 2007    | Obra popular XVIII                | Arenys de Munt Av. Panagall, 47-49                                                        | 41° 36′ 48″ N, 2° 32′ 22″ E / 41.613198°N,2.539339°E | IPA-8296      | Can Costella (Arenys de Munt) · Vegeu més fotos d'aquest monument · Carregueu una nova foto d'aquest monument                           |
| Can Peret Boira                                                   |              | Eclecticisme XX                   | Arenys de Munt Rbla. de Sant Martí, 21                                                    | 41° 36′ 34″ N, 2° 32′ 25″ E / 41.609383°N,2.540315°E | IPA-8297      | Can Peret Boira (Arenys de Munt) · Vegeu més fotos d'aquest monument · Carregueu una nova foto d'aquest monument                        |
| Can Missé                                                         | BCIL 2007    | Obra popular XVII                 | Arenys de Munt C. Vell, 33                                                                | 41° 36′ 31″ N, 2° 32′ 25″ E / 41.608626°N,2.540152°E | IPA-8298      | Can Missé (Arenys de Munt) · Vegeu més fotos d'aquest monument · Carregueu una nova foto d'aquest monument                              |
| Can Corder                                                        | BCIL 2007    | Eclecticisme XX                   | Arenys de Munt Rbla. de Sant Martí, 30                                                    | 41° 36′ 32″ N, 2° 32′ 27″ E / 41.608970°N,2.540714°E | IPA-8299      | Can Corder (Arenys de Munt) · Vegeu més fotos d'aquest monument · Carregueu una nova foto d'aquest monument                             |
| Ca l'Iscle                                                        |              | Obra popular XIX                  | Arenys de Munt C. Vell, 1 (enderrocat)                                                    | 41° 36′ 28″ N, 2° 32′ 25″ E / 41.60777°N,2.54034°E   | IPA-8300      | Ca l'Iscle (Arenys de Munt) · Vegeu més fotos d'aquest monument · Carregueu una nova foto d'aquest monument                             |
| Can Soler de Pagès                                                |              | Obra popular XIX                  | Arenys de Munt Barri d'Orient                                                             | 41° 36′ 30″ N, 2° 32′ 42″ E / 41.608266°N,2.544871°E | IPA-8301      | Can Soler de Pagès (Arenys de Munt) · Vegeu més fotos d'aquest monument · Carregueu una nova foto d'aquest monument                     |
| Finestra de Can Noé                                               |              | Obra popular XVII                 | Arenys de Munt C. de les Flors, 1                                                         | 41° 36′ 35″ N, 2° 32′ 22″ E / 41.609820°N,2.539316°E | IPA-8303      | Finestra de Can Noé (Arenys de Munt) · Vegeu més fotos d'aquest monument · Carregueu una nova foto d'aquest monument                    |
| Villa Josefa, o Ca l'Espàrrec                                     | BCIL 2009    | Modernisme XX                     | Arenys de Munt Rbla. Eixample, cantonada amb la ctra. de Cornellà a Fogars de Tordera     | 41° 36′ 50″ N, 2° 32′ 14″ E / 41.6138°N,2.53713°E    | IPA-36294     | Villa Josefa (Arenys de Munt) · Vegeu més fotos d'aquest monument · Carregueu una nova foto d'aquest monument                           |
| Can Talleda, Ca l'Espàrrec, Can Pepet de la Casa Nova, Can Planas | BCIL 2009    | Obra popular XVII-XVIII           | Arenys de Munt Rbla. Eixample cantonada amb la carretera                                  | 41° 36′ 50″ N, 2° 32′ 15″ E / 41.61394°N,2.53745°E   | IPA-36295     | Can Talleda (Arenys de Munt) · Vegeu més fotos d'aquest monument · Carregueu una nova foto d'aquest monument                            |
| Mas Noé, o Mas Ferran de Pol                                      | BCIL 2003    |                                   | Arenys de Munt Av. Panagall, 85                                                           | 41° 36′ 55″ N, 2° 32′ 21″ E / 41.615224°N,2.539145°E | IPA-38935     | Mas Noé (Arenys de Munt) · Vegeu més fotos d'aquest monument · Carregueu una nova foto d'aquest monument                                |
| Can Missé del Pa                                                  | BCIL 2007    | Neoclassicisme XIX                | Arenys de Munt Rbla. Francesc Macià, 74                                                   | 41° 36′ 43″ N, 2° 32′ 21″ E / 41.61189°N,2.53927°E   | IPA-39497     | Can Missé del Pa (Arenys de Munt) · Vegeu més fotos d'aquest monument · Carregueu una nova foto d'aquest monument                       |
| Can Boira Minaire                                                 | BCIL 2007    |                                   | Arenys de Munt Rbla. de Sant Martí, 50                                                    | 41° 36′ 34″ N, 2° 32′ 26″ E / 41.609465°N,2.540578°E | IPA-39498     | Can Boira Minaire (Arenys de Munt) · Vegeu més fotos d'aquest monument · Carregueu una nova foto d'aquest monument                      |
| Can Co                                                            | BCIL 2007    |                                   | Arenys de Munt Pl. Església, 3                                                            | 41° 36′ 33″ N, 2° 32′ 25″ E / 41.60923°N,2.540268°E  | IPA-39499     | Can Co (Arenys de Munt) · Vegeu més fotos d'aquest monument · Carregueu una nova foto d'aquest monument                                 |
| Can Regàs                                                         | BCIL 2003    | Neoclassicisme XX                 | Arenys de Munt Rbla. Francesc Macià, 75                                                   | 41° 36′ 42″ N, 2° 32′ 21″ E / 41.61174°N,2.53907°E   | IPA-39500     | Can Regàs (Arenys de Munt) · Vegeu més fotos d'aquest monument · Carregueu una nova foto d'aquest monument                              |
| Can Boter                                                         | BCIL 2007    |                                   | Arenys de Munt Ctra. d'Arenys de Mar a Sant Celoni, km 3                                  | 41° 36′ 05″ N, 2° 32′ 36″ E / 41.601369°N,2.543288°E | IPA-39501     | Can Boter (Arenys de Munt) · Vegeu més fotos d'aquest monument · Carregueu una nova foto d'aquest monument                              |
| Can Rifà                                                          | BCIL 2007    | Obra popular XVII                 | Arenys de Munt C. Sant Antoni, 4-6                                                        | 41° 36′ 43″ N, 2° 32′ 22″ E / 41.61204°N,2.53954°E   | IPA-39502     | Can Rifà (Arenys de Munt) · Vegeu més fotos d'aquest monument · Carregueu una nova foto d'aquest monument                               |
| Mas Gabana, Can Serra                                             | BCIL 2007    | Obra popular XVII                 | Arenys de Munt Torrentbò, residencial Tres Turons, ctra. BV-5031 a Sant Vicenç de Montalt | 41° 35′ 56″ N, 2° 30′ 55″ E / 41.59881°N,2.51535°E   | IPA-39503     | Carregueu una nova foto d'aquest monument                                                                                               |
| Can Sagrera, Vil·la Nieves                                        | BCIL 2007    | Historicisme XVIII                | Arenys de Munt Urbanització Can Sagrera, Rial de Can Catà                                 | 41° 35′ 33″ N, 2° 32′ 24″ E / 41.59258°N,2.54009°E   | IPA-39504     | Can Sagrera (Arenys de Munt) · Vegeu més fotos d'aquest monument · Carregueu una nova foto d'aquest monument                            |
| Fàbrica Grober                                                    | BCIL 2007    | Racionalisme XX                   | Arenys de Munt Ctra. C-61 d'Arenys de Mar a Sant Celoni, 49                               | 41° 36′ 53″ N, 2° 32′ 27″ E / 41.614853°N,2.540948°E | IPA-39505     | Fàbrica Grober (Arenys de Munt) · Vegeu més fotos d'aquest monument · Carregueu una nova foto d'aquest monument                         |
| Naus annexes a la Fàbrica Grober                                  | BCIL 2007    | Racionalisme XX                   | Arenys de Munt C. Sant Antoni Maria Claret, 57                                            | 41° 36′ 57″ N, 2° 32′ 28″ E / 41.615790°N,2.541097°E | IPA-39506     | Carregueu una nova foto d'aquest monument                                                                                               |
| Immoble a la rambla Francesc Macià, 16                            | BCIL 2007    |                                   | Arenys de Munt Rbla. Francesc Macià, 26                                                   | 41° 36′ 39″ N, 2° 32′ 24″ E / 41.610723°N,2.540110°E | IPA-39508     | Immoble a la rambla Francesc Macià, 26 (Arenys de Munt) · Vegeu més fotos d'aquest monument · Carregueu una nova foto d'aquest monument |
| Immoble a la rambla Francesc Macià, 18                            | BCIL 2007    |                                   | Arenys de Munt Rbla. Francesc Macià, 18                                                   | 41° 36′ 39″ N, 2° 32′ 24″ E / 41.610760°N,2.540092°E | IPA-39509     | Immoble a la rambla Francesc Macià, 18 (Arenys de Munt) · Vegeu més fotos d'aquest monument · Carregueu una nova foto d'aquest monument |
| Plaça de l'Església                                               | BCIL 2007    |                                   | Arenys de Munt Pl. de l'Església                                                          | 41° 36′ 32″ N, 2° 32′ 25″ E / 41.609008°N,2.540351°E | IPA-39511     | Plaça de l'Església (Arenys de Munt) · Vegeu més fotos d'aquest monument · Carregueu una nova foto d'aquest monument                    |
| Far de Can Jalpí                                                  | BCIL 2007    |                                   | Arenys de Munt Can Jalpí                                                                  | 41° 36′ 01″ N, 2° 32′ 21″ E / 41.600254°N,2.53924°E  | IPA-39514     | Far de Can Jalpí (Arenys de Munt) · Vegeu més fotos d'aquest monument · Carregueu una nova foto d'aquest monument                       |